# 100 de ani...100 de replici memorabile
Parte a seriei AFI 100 de ani, 100 de ani...100 de replici memorabile este o listă cu cele mai cunoscute 100 de replici din cinematografia americană. Institutul American de Film a dezvăluit lista pe 21 iunie 2005, într-o emisiune de trei ore difuzată pe CBS. Gazda programului a fost Pierce Brosnan. La emisiune au mai participat mai mulți actori și producători de film de la Hollywood . Un juriu format din 1500 de artiști de film, critici și istorici au ales replica „Frankly, my dear, I don’t give a damn” (română „Sincer, draga mea, nu dau doi bani pe asta”), rostită de Clark Gable în filmul Pe aripile vântului ca fiind cea mai memorabilă replică din cinematografia americană.

## Criterii
Jurații au luat în considerare următoarele criterii în stabilirea selecției:
- Citate din film: O declarație, frază sau un scurt schimb de replici dintr-un film american.[1] Versurile din cântece nu au fost eligibile.
- Impact cultural: Replici de film pe care spectatorii le folosesc în situațiile de zi cu zi, care circulă prin cultura populară și care au devenit parte a lexiconului național.
- Moștenire: Citate de film pe care spectatorii le folosesc pentru a evoca memoria unui film pe care îl prețuiesc, asigurându-i o moștenire istorică.

## Lista replicilor
Tabelul reproduce citatele din limba engleză în felul în care AFI le-a publicat, precum și traducerea lor în limba română. AFI a făcut următoarele greșeli:
- #2: Marlon Brando spune "I'm gonna make him an offer he can't refuse", nu "...going to...".
- #4: Judy Garland spune "Toto, I've a feeling we're not in Kansas anymore." (AFI a citat greșit scriind "I've got a feeling...")
- #40: Tom Hanks spune "My momma always said, 'Life was like a box of chocolates. You never know what you're gonna get.'" (AFI a omis "my.")
- #66: Charlton Heston spune "Take your stinking paws off me, you damned dirty ape", nu "Get..."
- #78: Keir Dullea spune "Open the pod bay doors, HAL." (AFI a adăugat "please.")
- #98: Patrick Swayze spune "Nobody puts Baby in the corner", nu "...a corner."

| Număr | Replică | Traducerea în română | Personaj                                                  | Actor/Actriță                 | Film                                 | An   |
| ----- | --- | --- | --------------------------------------------------------- | ----------------------------- | ------------------------------------ | ---- |
| 1     | "Frankly, my dear, I don't give a damn." | Sincer, draga mea, nu dau doi bani pe asta. | Rhett Butler                                              | Clark Gable                   | Pe aripile vântului                  | 1939 |
| 2     | "I'm going to make him an offer he can't refuse." | „Îi voi face o ofertă pe care n-o poate refuza.” | Vito Corleone                                             | Marlon Brando                 | Nașul                                | 1972 |
| 3     | "You don't understand! I coulda had class. I coulda been a contender. I could've been somebody, instead of a bum, which is what I am."                                                                           | Tu nu înțelegi! Puteam să am clasă. Puteam fi un pretendent la titlu! Puteam sa ajung cineva, în loc sa fiu un vagabond, ceea ce sunt acum.                                                                            | Terry Malloy                                              | Marlon Brando                 | Pe chei                              | 1954 |
| 4     | "Toto, I've got a feeling we're not in Kansas anymore." | Toto, am senzația că nu mai suntem deloc în Kansas. | Dorothy Gale                                              | Judy Garland                  | Vrăjitorul din Oz                    | 1939 |
| 5     | "Here's looking at you, kid." | În cinstea ta, puștoaico. | Rick Blaine                                               | Humphrey Bogart               | Casablanca                           | 1942 |
| 6     | "Go ahead, make my day." | Dă-i drumul, fă-mă fericit! | Harry Callahan                                            | Clint Eastwood                | Întoarcerea inspectorului Harry      | 1983 |
| 7     | "All right, Mr. DeMille, I'm ready for my close-up." | În regulă domnule DeMille, sunt gata pentru prim plan. | Norma Desmond                                             | Gloria Swanson                | Bulevardul amurgului                 | 1950 |
| 8     | "May the Force be with you." | Forța fie cu tine. | Han Solo                                                  | Harrison Ford                 | Războiul stelelor                    | 1977 |
| 9     | "Fasten your seatbelts. It's going to be a bumpy night." | Legați-vă centurile, urmează o noapte cu turbulențe. | Margo Channing                                            | Bette Davis                   | Totul despre Eva                     | 1950 |
| 10    | "You talkin' to me?" | Cu mine vorbești? | Travis Bickle                                             | Robert De Niro                | Șoferul de taxi                      | 1976 |
| 11    | "What we've got here is failure to communicate." | Ceea ce avem aici se numește lipsă de comunicare. | Căpitanul                                                 | Strother Martin               | Luke mână rece                       | 1967 |
| 12    | "I love the smell of napalm in the morning." | Ador mirosul de napalm în zori. | Lt. Col. Bill Kilgore                                     | Robert Duvall                 | Apocalipsul acum                     | 1979 |
| 13    | "Love means never having to say you're sorry." | Dragostea înseamnă să nu fie niciodată nevoie să spui „Îmi pare rău”. | Jennifer Cavilleri Barrett                                | Ali MacGraw                   | Love Story                           | 1970 |
| 14    | "The stuff that dreams are made of." | Acesta este materialul din care sunt făurite visele. | Sam Spade                                                 | Humphrey Bogart               | Șoimul maltez                        | 1941 |
| 15    | "E.T. phone home." | E.T. sună acasă. | E.T.                                                      | Pat Welsh                     | E.T. Extraterestrul                  | 1982 |
| 16    | "They call me Mister Tibbs!" | Mi se spune „domnul” Tibbs! | Virgil Tibbs                                              | Sidney Poitier                | În arșița nopții                     | 1967 |
| 17    | "Rosebud." | Boboc de trandafir. | Charles Foster Kane                                       | Orson Welles                  | Cetățeanul Kane                      | 1941 |
| 18    | "Made it, Ma! Top of the world!" | Am reușit, mamă! Am ajuns în vârful lumii! | Arthur „Cody” Jarrett                                     | James Cagney                  | Granița Californiei                  | 1949 |
| 19    | "I'm as mad as hell, and I'm not going to take this anymore!" | Sunt scos din pepeni și nu mai suport tâmpeniile astea! | Howard Beale                                              | Peter Finch                   | Rețeaua                              | 1976 |
| 20    | "Louis, I think this is the beginning of a beautiful friendship." | Louis, cred că acesta este începutul unei frumoase prietenii. | Rick Blaine                                               | Humphrey Bogart               | Casablanca                           | 1942 |
| 21    | "A census taker once tried to test me. I ate his liver with some fava beans and a nice Chianti." | A mai încercat odată un specialist să mă testeze. I-am mancat ficatul cu iahnie, și cu un Chianti bun. | Hannibal Lecter                                           | Anthony Hopkins               | Tăcerea mieilor                      | 1991 |
| 22    | "Bond. James Bond." | Bond. James Bond. | James Bond                                                | Sean Connery                  | Dr. No                               | 1962 |
| 23    | "There's no place like home." | Nicăieri nu-i ca acasă. | Dorothy Gale                                              | Judy Garland                  | Vrăjitorul din Oz                    | 1939 |
| 24    | "I am big! It's the pictures that got small." | „Eu sunt mare! Filmele s-au micșorat.” | Norma Desmond                                             | Gloria Swanson                | Bulevardul amurgului                 | 1950 |
| 25    | "Show me the money!" | Arată-mi banii! | Rod Tidwell                                               | Cuba Gooding, Jr.             | Jerry Maguire                        | 1996 |
| 26    | "Why don't you come up sometime and see me?" | Ce-ar fi să urci cândva să-mi faci o vizită? | Lady Lou                                                  | Mae West                      | She Done Him Wrong                   | 1933 |
| 27    | "I'm walking here! I'm walking here!" | Merg! Nu se vede că merg?! | „Ratso” Rizzo                                             | Dustin Hoffman                | Cowboyul de la miezul nopții         | 1969 |
| 28    | "Play it, Sam. Play 'As Time Goes By.'" | Cântă, Sam. Cântă „As Time Goes By”. | Ilsa Lund                                                 | Ingrid Bergman                | Casablanca                           | 1942 |
| 29    | "You can't handle the truth!" | Nu poți tu să faci față adevărului! | Col. Nathan R. Jessup                                     | Jack Nicholson                | Oameni de onoare                     | 1992 |
| 30    | "I want to be alone." | Vreau să fiu singură. | Grusinskaya                                               | Greta Garbo                   | Grand Hotel                          | 1932 |
| 31    | "After all, tomorrow is another day!" | La urma urmei, și mâine este o zi! | Scarlett O'Hara                                           | Vivien Leigh                  | Pe aripile vântului                  | 1939 |
| 32    | "Round up the usual suspects." | Adună suspecții obișnuiți. | Căp. Louis Renault                                        | Claude Rains                  | Casablanca                           | 1942 |
| 33    | "I'll have what she's having." | Vreau și eu ce a comandat ea. | Clientă                                                   | Estelle Reiner                | Când Harry a cunoscut-o pe Sally     | 1989 |
| 34    | "You know how to whistle, don't you, Steve? You just put your lips together and blow." | Știi să fluieri, nu-i așa Steve? Trebuie doar să-ți lipești buzele și să sufli. | Marie "Slim" Browning                                     | Lauren Bacall                 | A avea sau a nu avea                 | 1944 |
| 35    | "You're gonna need a bigger boat." | O să avem nevoie de o barcă mai mare. | Martin Brody                                              | Roy Scheider                  | Fălci                                | 1975 |
| 36    | "Badges? We ain't got no badges! We don't need no badges! I don't have to show you any stinking badges!" | Insigne? N- avem niciun fel de insigne! Și nici nu ne trebuie insigne! Nu trebuie să iți arăt ție nici o afurisită de insignă!                                                                                         | "Gold Hat"                                                | Alfonso Bedoya                | Comoara din Sierra Madre             | 1948 |
| 37    | "I'll be back." | Mă voi întoarce. | Terminatorul                                              | Arnold Schwarzenegger         | Terminatorul                         | 1984 |
| 38    | "Today, I consider myself the luckiest man on the face of the Earth." | Astăzi mă consider cel mai norocos om de pe fața Pământului. | Lou Gehrig                                                | Gary Cooper                   | The Pride of the Yankees             | 1942 |
| 39    | "If you build it, he will come." | Dacă o construiești, el va veni. | Shoeless Joe Jackson                                      | Ray Liotta (voce)             | Terenul de baseball                  | 1989 |
| 40    | "Mama always said life was like a box of chocolates. You never know what you're gonna get." | Mama spunea mereu că viața este asemeni unei cutii cu bomboane de ciocolată. Niciodată nu știi ce-o să găsești înăuntru.                                                                                               | Forrest Gump                                              | Tom Hanks                     | Forrest Gump                         | 1994 |
| 41    | "We rob banks." | Noi jefuim bănci. | Clyde Barrow                                              | Warren Beatty                 | Bonnie și Clyde                      | 1967 |
| 42    | "Plastics." | Plastic. | Mr. Maguire                                               | Walter Brooke                 | Absolventul                          | 1967 |
| 43    | "We'll always have Paris." | Vom avea mereu Parisul. | Rick Blaine                                               | Humphrey Bogart               | Casablanca                           | 1942 |
| 44    | "I see dead people." | Văd oameni morți. | Cole Sear                                                 | Haley Joel Osment             | Al șaselea simț                      | 1999 |
| 45    | "Stella! Hey, Stella!" | Stella! Hei, Stella! | Stanley Kowalski                                          | Marlon Brando                 | Un tramvai numit dorință             | 1951 |
| 46    | "Oh, Jerry, don't let's ask for the moon. We have the stars." | Oh, Jerry, să nu cerem luna. Noi avem stelele. | Charlotte Vale                                            | Bette Davis                   | Dor nestins                          | 1942 |
| 47    | "Shane. Shane. Come back!" | Shane. Shane. Întoarce-te! | Joey Starrett                                             | Brandon De Wilde              | Shane                                | 1953 |
| 48    | "Well, nobody's perfect." | Ei bine, nimeni nu este perfect. | Osgood Fielding III                                       | Joe E. Brown                  | Unora le place jazz-ul               | 1959 |
| 49    | "It's alive! It's alive!" | E viu! E viu! | Henry Frankenstein                                        | Colin Clive                   | Frankenstein                         | 1931 |
| 50    | "Houston, we have a problem." | Houston, avem o problemă. | Jim Lovell                                                | Tom Hanks                     | Apollo 13                            | 1995 |
| 51    | "You've got to ask yourself one question: 'Do I feel lucky?' Well, do ya, punk?" | Trebuie să-ți pui o singură întrebare: 'Mă simt norocos?' Ei, te simți, nemernicule? | Harry Callahan                                            | Clint Eastwood                | Inspectorul Harry                    | 1971 |
| 52    | "You had me at 'hello.'" | M-ai cucerit de la primul salut. | Dorothy Boyd                                              | Renée Zellweger               | Jerry Maguire                        | 1996 |
| 53    | "One morning I shot an elephant in my pajamas. How he got in my pajamas, I don't know." | Într-o dimineață am împușcat un elefant în pijama. Cum a intrat el în pijamaua mea, asta nu știu. | Căp. Geoffrey T. Spaulding                                | Groucho Marx                  | Biscuiți pentru animale              | 1930 |
| 54    | "There's no crying in baseball!" | În baseball nu este loc de lacrimi! | Jimmy Dugan                                               | Tom Hanks                     | Liga feminină de baseball            | 1992 |
| 55    | "La-dee-da, la-dee-da." | La-dee-da, la-dee-da. | Annie Hall                                                | Diane Keaton                  | Annie Hall                           | 1977 |
| 56    | "A boy's best friend is his mother." | Prietenul cel mai bun al unui băiat este mama lui. | Norman Bates                                              | Anthony Perkins               | Psycho                               | 1960 |
| 57    | "Greed, for lack of a better word, is good." | Lăcomia, în lipsă de un alt cuvânt mai bun, este bună. | Gordon Gekko                                              | Michael Douglas               | Wall Street                          | 1987 |
| 58    | "Keep your friends close, but your enemies closer." | Ține-ți prietenii aproape, iar dușmanii și mai aproape. | Michael Corleone                                          | Al Pacino                     | Nașul: Partea a II-a                 | 1974 |
| 59    | "As God is my witness, I'll never be hungry again." | Domnul să-mi fie martor, de azi înainte nu voi mai fi niciodată flămândă! | Scarlett O'Hara                                           | Vivien Leigh                  | Pe aripile vântului                  | 1939 |
| 60    | "Well, here's another nice mess you've gotten me into!" | Ei bine, uite altă încurcătură în care m-ai băgat! | Oliver                                                    | Oliver Hardy                  | Sons of the Desert                   | 1933 |
| 61    | "Say 'hello' to my little friend!" | Salută-l pe micul meu prieten! | Tony Montana                                              | Al Pacino                     | Scarface                             | 1983 |
| 62    | "What a dump." | Ce mai groapă. | Rosa Moline                                               | Bette Davis                   | Dincolo de padure                    | 1949 |
| 63    | "Mrs. Robinson, you're trying to seduce me. Aren't you?" | Doamnă Robinson, dumneavoastră încercați să mă seduceți. Nu-i așa? | Benjamin Braddock                                         | Dustin Hoffman                | Absolventul                          | 1967 |
| 64    | "Gentlemen, you can't fight in here! This is the War Room!" | Domnilor, nu vă puteți lupta aici! Aceasta este Camera de Război! | Președintele Merkin Muffley                               | Peter Sellers                 | Dr. Strangelove                      | 1964 |
| 65    | "Elementary, my dear Watson." | Elementar, dragul meu Watson. | Sherlock Holmes                                           | Basil Rathbone                | Sherlock Holmes                      | 1939 |
| 66    | "Get your stinking paws off me, you damned dirty ape." | Ia-ți labele împuțite de pe mine, maimuță jegoasă! | George Taylor                                             | Charlton Heston               | Planet of the Apes                   | 1968 |
| 67    | "Of all the gin joints in all the towns in all the world, she walks into mine." | Dintre toate cârciumele din lume, ea trebuia să intre tocmai în asta! | Rick Blaine                                               | Humphrey Bogart               | Casablanca                           | 1942 |
| 68    | "Here's Johnny!" | Uite-l pe Johny! | Jack Torrance                                             | Jack Nicholson                | Strălucirea                          | 1980 |
| 69    | "They're here!" | Ei sunt aici! | Carol Anne Freeling                                       | Heather O'Rourke              | Poltergeist                          | 1982 |
| 70    | "Is it safe?" | Este sigur? | Dr. Christian Szell                                       | Laurence Olivier              | Maratonistul                         | 1976 |
| 71    | "Wait a minute, wait a minute. You ain't heard nothin' yet!" | Stai puțin, stai. Nu ai auzit încă nimic! | Jakie Rabinowitz/Jack Robin                               | Al Jolson                     | Cântărețul de jazz                   | 1927 |
| 72    | "No wire hangers, ever!" | Fără umerașe de sârmă, niciodată! | Joan Crawford                                             | Faye Dunaway                  | Draga mea mama                       | 1981 |
| 73    | "Mother of mercy, is this the end of Rico?" | Sfântă Fecioară, să fie oare acesta sfârșitul lui Rico? | Cesare Enrico „Rico” Bandello                             | Edward G. Robinson            | Little Caesar                        | 1930 |
| 74    | "Forget it, Jake, it's Chinatown." | Las-o baltă, Jake, e Chinatown! | Lawrence Walsh                                            | Joe Mantell                   | Chinatown                            | 1974 |
| 75    | "I have always depended on the kindness of strangers." | Întotdeauna am depins de bunătatea străinilor. | Blanche DuBois                                            | Vivien Leigh                  | Un tramvai numit dorință             | 1951 |
| 76    | "Hasta la vista, baby." | La revedere, dragă. | Terminatorul                                              | Arnold Schwarzenegger         | Terminatorul 2: Ziua Judecății       | 1991 |
| 77    | "Soylent Green is people!" | Soylent Green este oameni! | Det. Robert Thorn                                         | Charlton Heston               | Soylent Green                        | 1973 |
| 78    | "Open the pod bay doors please, HAL." | Deschide ușa calei, HAL. | Dave Bowman                                               | Keir Dullea                   | 2001: O odisee spațială              | 1968 |
| 79    | Striker: "Surely you can't be serious." Rumack: "I am serious...and don't call me Shirley." | Striker: „Haide, măi, doar nu vorbești serios!” Rumack: „Vorbesc cât se poate de serios... Și nu îmi mai spune Shirley.”                                                                                               | Ted Striker și Dr. Rumack                                 | Robert Hays și Leslie Nielsen | Avionul buclucaș                     | 1980 |
| 80    | "Yo, Adrian!" | Hei, Adrian! | Rocky Balboa                                              | Sylvester Stallone            | Rocky                                | 1976 |
| 81    | "Hello, gorgeous." | Bună, frumoaso. | Fanny Brice                                               | Barbra Streisand              | Funny Girl                           | 1968 |
| 82    | "Toga! Toga!" | Toga! Toga! | John „Bluto” Blutarsky                                    | John Belushi                  | Peripeții la colegiu                 | 1978 |
| 83    | "Listen to them. Children of the night. What music they make." | Ascultă-i doar! Copiii nopții. Ce muzică pot să facă. | Contele Dracula                                           | Bela Lugosi                   | Dracula                              | 1931 |
| 84    | "Oh, no, it wasn't the airplanes. It was Beauty killed the Beast." | A nu, nu au fost avioanele, ci Frumoasa care a ucis Bestia. | Carl Denham                                               | Robert Armstrong              | King Kong                            | 1933 |
| 85    | "My precious." | Prețiosul meu. | Gollum                                                    | Andy Serkis                   | Stăpânul Inelelor: Cele două turnuri | 2002 |
| 86    | "Attica! Attica!" | Attica! Attica! | Sonny Wortzik                                             | Al Pacino                     | După-amiază de câine                 | 1975 |
| 87    | "Sawyer, you're going out a youngster, but you've got to come back a star!" | Sawyer, vei merge acolo ca o necunoscută, dar trebuie să te întorci vedetă! | Julian Marsh                                              | Warner Baxter                 | 42nd Street                          | 1933 |
| 88    | "Listen to me, mister. You're my knight in shining armor. Don't you forget it. You're going to get back on that horse, and I'm going to be right behind you, holding on tight, and away we're gonna go, go, go!" | Ascultă aici, domnule. Tu ești cavalerul meu în armură strălucitoare. Să nu uiți. Ai să încaleci din nou acel cal, iar eu voi fi chiar în spatele tău, ținându-te strâns. Și acum plecăm la drum! Haide, haide, haide! | Ethel Thayer                                              | Katharine Hepburn             | Pe lacul auriu                       | 1981 |
| 89    | "Tell 'em to go out there with all they got and win just one for the Gipper." | Spune-le să meargă cu tot ce au și să castige doar una singură pentru Gipper. | Knute Rockne                                              | Pat O'Brien                   | Knute Rockne, All American           | 1940 |
| 90    | "Un martini. Shaken, not stirred." | Un Martini. Sec, fără gheață. | James Bond                                                | Sean Connery                  | Goldfinger                           | 1964 |
| 91    | "Who's on First?" | Cine e la prima bază? | Dexter                                                    | Bud Abbott                    | The Naughty Nineties                 | 1945 |
| 92    | "Cinderella story. Outta nowhere. A former greenskeeper, now, about to become the Masters champion. It looks like a mirac...It's in the hole! It's in the hole! It's in the hole!"                               | Poveste tipic Cenușăresei. Apărută de nicăieri. Un fost îngrijitor de teren de golf, acum pe cale să devină campion. Pare un mirac...A intrat în gaură! E în gaură! În gaură!                                          | Carl Spackler                                             | Bill Murray                   | Pădurea snobilor                     | 1980 |
| 93    | "Life is a banquet, and most poor suckers are starving to death!" | Viața este un banchet, iar cei mai mulți fraieri sărmani mor de foame! | Mame Dennis                                               | Rosalind Russell              | Mătușa Mame                          | 1958 |
| 94    | "I feel the need—the need for speed!" | Simt nevoia-nevoia de viteză! | Lt. Pete „Maverick” Mitchell și Lt. Nick „Goose” Bradshaw | Tom Cruise și Anthony Edwards | Top Gun                              | 1986 |
| 95    | "Carpe diem. Seize the day, boys. Make your lives extraordinary." | Trăiți clipa, băieți. Faceți-vă viețile extraordinare! | John Keating                                              | Robin Williams                | Cercul poeților dispăruți            | 1989 |
| 96    | "Snap out of it!" | Revino-ți! | Loretta Castorini                                         | Cher                          | Visătorii                            | 1987 |
| 97    | "My mother thanks you. My father thanks you. My sister thanks you. And I thank you." | Mama mea îți mulțumește. Tatăl meu îți mulțumește. Sora mea îți mulțumește. Și eu îți mulțumeșc. | George M. Cohan                                           | James Cagney                  | Yankee Doodle Dandy                  | 1942 |
| 98    | "Nobody puts Baby in a corner." | Nimeni nu-mi trimite iubita la colț. | Johnny Castle                                             | Patrick Swayze                | Dirty Dancing                        | 1987 |
| 99    | "I'll get you, my pretty, and your little dog too!" | Te prind eu, frumoaso, și pe cățelușul tău! | Vrăjitoarea cea rea din Vest                              | Margaret Hamilton             | Vrăjitorul din Oz                    | 1939 |
| 100   | "I'm the king of the world!" | Sunt regele lumii! | Jack Dawson                                               | Leonardo DiCaprio             | Titanic                              | 1997 |